# أليساندرو جيارديلي
أليساندرو جيارديلي (بالإيطالية: Alessandro Giardelli)‏ هو سائق سيارة سباق إيطالي، ولد في 5 أكتوبر 2002 في بيرجامو في إيطاليا.

## وصلات خارجية
- أليساندرو جيارديلي على موقع DriverDB.com (الإنجليزية)